# San Francisco War Memorial and Performing Arts Center
Pour les articles homonymes, voir Performing Arts Center.

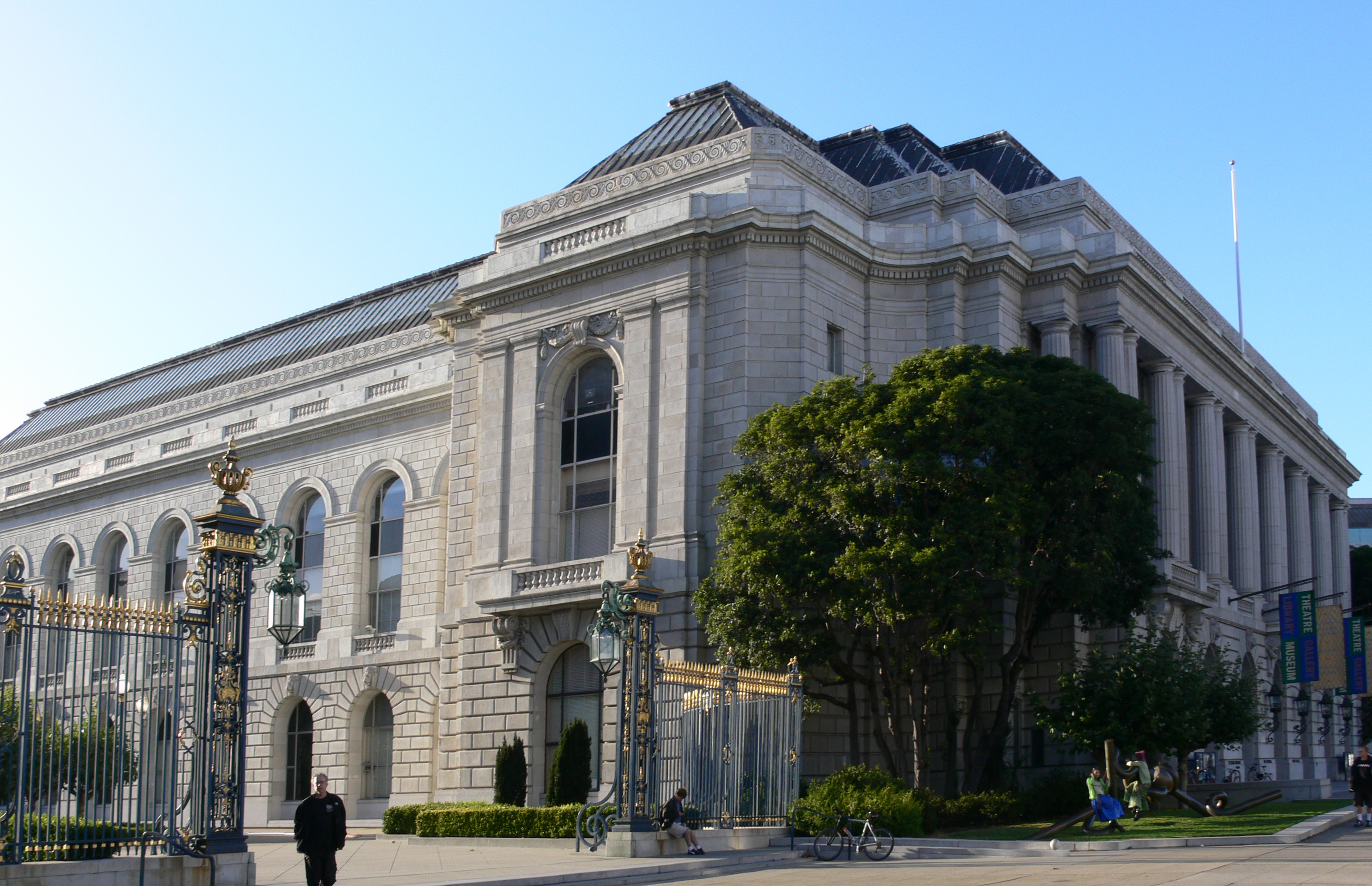
Le bâtiment du War Memorial Veterans Building à San Francisco.

Le San Francisco War Memorial and Performing Arts Center est un centre des arts scéniques composé de plusieurs théâtres situés à San Francisco, aux États-Unis.
Destiné principalement à la danse, l'opéra et la musique classique, il abrite parfois des récitals ou des galas. L'ensemble est constitué par les institutions suivantes :
- Louise M. Davies Symphony Hall, construit en 1980 et résidence de l'Orchestre symphonique de San Francisco
- War Memorial Opera House, construit en 1932 et résidence du San Francisco Ballet ainsi que du San Francisco Opera
- War Memorial Veterans Building, accueille diverses manifestations
  - Herbst Theater
  - Green Room
- Harold L. Zellerbach Rehearsal Hall, est un centre de répétitions situé près du Louise M. Davies Symphony Hall